# Заложенность носа
Зало́женный нос — состояние, вызванное закупоркой носовых проходов. Обычная причина — распухание выстилающих носовую полость мембран из-за воспаления кровеносных сосудов.
Может сопровождаться насморком. В случае, если по задней стенке глотки стекает избыток слизи (это так называемый постназальный синдром или синдром постназального затекания), может появиться кашель или боль в горле.
Заложенность носа может вызываться разными причинами. Состояние может варьироваться от лёгкого дискомфорта до представляющего опасность для жизни. Новорождённый малыш предпочитает дышать через нос. Заложенность носа у ребёнка в первые несколько месяцев жизни может мешать грудному вскармливанию и вызвать опасный для жизни респираторный дистресс. У детей старшего возраста и подростков обычно вызывает просто раздражение и/или дискомфорт, но может приводить и к другим затруднениям.

## Возможные причины
- Аллергия[3]
- Назофарингит (простуда)[3] или грипп
- Искривление перегородки носа
- Поллиноз[3] — аллергическая реакция на пыльцу растений, чаще всего злаковых трав
- Реакция на лекарства (например, тамсулозин)
- Медикаментозный ринит[англ.][3] — состояние заложенности носа, являющееся реакцией на длительное использование интраназальных антиконгестантов (например, назальных спреев, содержащих оксиметазолин, фенилэфрин, ксилометазолин и нафазолин)
- Синусит или инфекция околоносовых пазух[3]
- Переворот вниз головой может вызвать воспаление кровеносных сосудов
- Во время беременности женщины могут страдать от заложенности носа из-за увеличенного кровотока[3]
- Полип носа[3]
- Гиперплазия нижней или средней носовой раковины (concha bullosa[англ.])
- Синдром пустого носа
- Гастроэзофагеальная рефлюксная болезнь — есть теоретические предположения, что гастроэзофагеальный рефлюкс приводит к хроническому риносинуситу[4]